# Maeshowe
Maeshowe (eller Maes Howe) är en förhistorisk gravhög på ön Mainland i Orkneyöarna, Skottland. Själva gravkammaren är daterad till någonstans under yngre stenålder (neolitikum), förmodligen uppförd mellan 3100 och 2800 f.Kr. Maeshowe ingår i världsarvet Heart of Neolithic Orkney, som finns på Unescos världsarvslista sedan 1999.

## Byggnadskonst

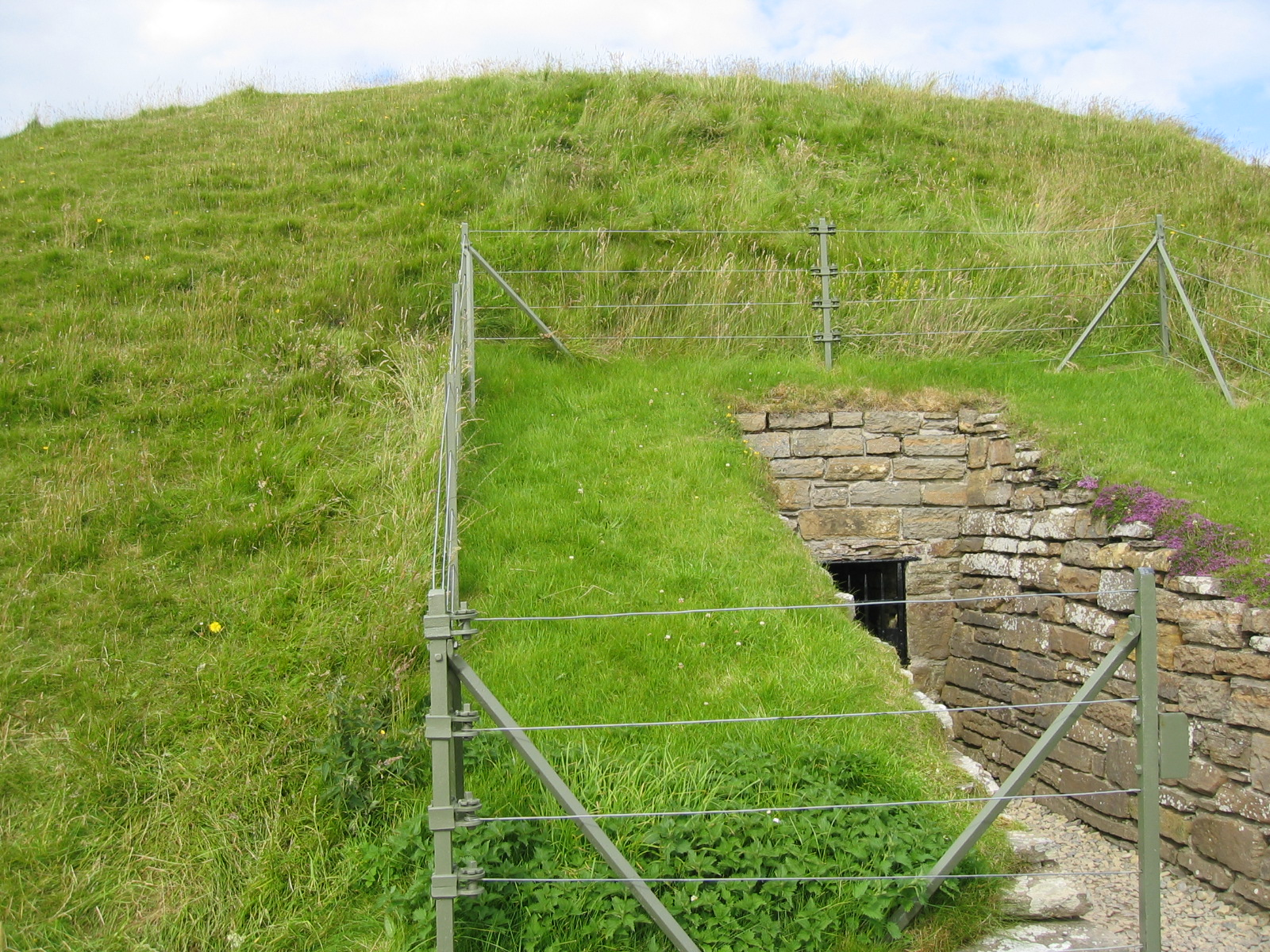
Ingången till gravkammaren.

Maeshowe är sju meter högt och trettiofem meter i diameter. Gravhögens gravkammare har ingången anlagd, så att solstrålarna från den nedgående solen ska nå in i passagen vid vintersolståndet och lysa upp den inre kammaren. Maeshowe ligger dessutom i linje med ingången och mittaxeln till det nyupptäckta templet vid Ness of Brodgar och det är ingen slump, menar arkeologerna som påbörjade utgrävningen av den nya fyndplatsen 2003. De menar att fyndplatserna byggts med en gemensam plan.
Den här typen av gravhög är endast känd från Orkneyöarna.

## Vikingatåg
Under vikingatiden besöktes öarna ofta av nordbor. Dessa plundrade Maeshowe på dess innehåll, men lämnade också sina egna hälsningar kvar i gravkammaren i form av runor. Det trettital inskriptioner som återfunnits gör Maeshowe till en av de främsta fyndplatserna för runor i Europa.
Ett exempel på inskrift: "Ofram, Sigurds son, ristade dessa runor”.
Stycket av gravkammaren där runorna är inristade är numera inte kvar i gravkammaren utan har flyttats till Museum of Scotland i Edinburgh.

### Vilka var invånarna?
När världsarvets delar en gång i tiden upptäcktes förutsattes invånarna som skapat bosättningarna och monumenten vara pikter. Det var ett folkslag av okänt ursprung som bosatte sig i östra och norra Skottland under den brittiska järnålderns slutskede, det vill säga någon gång 100–400 e. Kr.
När bosättningen vid Skara Brae daterades vid förnyade utgrävningar på 1970-talet stod det klart att bosättningen var mycket äldre. Men vilka var det då som bosatt området?
Det finns inga direkta bevis på kontakter med Skandinavien vid den här tidsperioden. Anna Ritchie sammanfattar därför arkeologernas slutsatser (1995) så här: De äldsta fynden daterar sig från 3600 f. Kr. och gäller Knap of Howar. Både dessa fynd och fynden vid Skara Brae tyder emellertid på ännu äldre bosättningar. Samtidiga bosättningar har hittats på Shetland. Förmodligen har öarna koloniserats från Caithness på det skotska fastlandets nordostspets. De gravar från äldsta tid som finns på Orkneyöarna bär stora likheter med motsvarande fynd i Caithness och stödjer den teorin.
Emellertid finns det flera fynd som tyder på betydligt äldre bosättningar i norra Skottland. Till exempel tyder fynd vid Shieldaig i Wester Ross på att de norra delarna kan ha varit befolkade redan på jägartiden. Beträffande Orkney är det svårt att veta, eftersom de delar som borde ha bebotts av jägarfolken mestadels hunnit försvinna under vattnet. Utgrävningarna vid Inverness 1979 påvisade emellertid mesolitiska kvarlämningar. Det finns därför visst stöd för teorin att trakten varit bebodd redan under jägartiden. Även då är Caithness en rimlig gissning.

## Etymologi och namngivning
Namnet Maeshowe har länge varit föremål för spekulation och flera teorier har över åren varit populära. Det som stått helt klart är att vikingarna kallat högen för Orkhaugr, “Orkahögen”. I fornnordiskan betydde haugr hög.
Men vad betyder “maes” som inte bara finns i namnet Maeshowe utan i ett antal ortnamn på Orkneyöarna. Det har föreslagits att maes från det norska ordet melr, i betydelsen sand. Men det skulle visserligen vara en bra förklaring till geografiska namn på maes vid stranden, men inte till Maeshowe.
Men 2010 föreslog Berit Sandnes, vid Lunds universitet att maes kommer från det fornskandinaviska ordet mað, med betydelsen äng. Det är en förklaring som slagit an. Ljudet ð skulle normalt sett försvinna i den orkniska dialekten. Ett exempel är namnen på lantbrukssamhällen med ändelsen -gar, som utvecklats från fornnordiskans  garðr "farm, jordbruk". Ett namn som betyder ”högen på ängen” fungerar ju verkligen för Maeshowe, där den ligger vid Loch of Harray. Fyra kilometer norrut ligger dessutom Maesquoy, som ligger på Burn of Fursos högra strand. Också här var tidigare ängsmark.

### Fotnoter
1. ↑  ”Maeshowe” (på engelska). Orkneyjar. Arkiverad från originalet den 16 juni 2017. https://web.archive.org/web/20170616225234/http://www.orkneyjar.com/history/maeshowe/index.html. Läst 14 september 2014.
2. ↑   (på engelska) Heart of Neolithic Orkney - Management Plan 2014–19: Consultation Draft. Historic Scotland. 24 juni 2013. sid. 10. Arkiverad från originalet den 6 juni 2014. https://web.archive.org/web/20140606210802/http://www.historic-scotland.gov.uk/hono-draft-management-plan.pdf. Läst 10 september 2014
3. 1 2  Smith_2014 2014, s. 28-29.
4. ↑  Ritchie 1981, s. 22.
5. ↑  Wickham-Jones 2012, s. 46.
6. 1 2  ”Maeshowe's runes - Viking graffiti” (på engelska). Orkneyjar. Arkiverad från originalet den 28 april 2009. https://web.archive.org/web/20090428183545/http://www.orkneyjar.com/history/maeshowe/maeshrunes.htm. Läst 17 september 2014.
7. ↑  Wickham-Jones 1994, s. 54.
8. ↑  Ritchie 1995, s. 21.
9. ↑  Wickham-Jones 1994, s. 74.
10. 1 2  ”Maeshowe's runes - Viking graffiti” (på engelska). Orkneyjar. Arkiverad från originalet den 28 april 2009. https://web.archive.org/web/20090428183545/http://www.orkneyjar.com/history/maeshowe/maeshrunes.htm. Läst 14 september 2014.
11. ↑  ”The origin of the 'Maeshowe' placename” (på engelska). Orkneyjar. http://www.orkneyjar.com/history/maeshowe/placename.htm. Läst 14 september 2014.
12. ↑  ”Cracking the place-name puzzle” (på engelska). Centre for Nordic Studies. University of the Highlands and Islands. Arkiverad från originalet den 13 oktober 2015. https://web.archive.org/web/20151013180702/http://www.uhi.ac.uk/en/research-enterprise/cultural/centre-for-nordic-studies/mimirs-well-articles/cracking-the-place-name-puzzle. Läst 14 september 2014.